# Марія Софія Дольницька
 Марія Софія Дольницька  (англ. Marija Dolnicka-Nedbal, 1 січня 1895, Львів, Австро-Угорщина — 27 жовтня 1974, Відень, Австрія) — видатна українська художниця декоративно-ужиткового мистецтва, учениця Михайла Бойчука; жила і працювала у Фінляндії, США, Австрії; творила у техніці емалі, модернізувала її, зробила ряд винаходів; фігурні композиції, роботи на біблійну тематику.

## Життєпис
Марія Софія (Марійка) Дольницька народилася 1 січня 1895 р. у Львові в домі № 26 при вул. Галицькій у родині Антона і його дружини Йосифи (Осипи) Дольницьких.
Марійка закінчила у Львові ліцей ім. королеви Ядвіги і в 1912 р. переїхала до Відня, де її батько вже був на посаді судді Найвищого трибуналу Австро-Угорської імперії. У Відні Марійка вступила до Цісарсько-королівської школи прикладного мистецтва (Keiserliche — Königliche Kunstgewerbeshule), де студіювала 7 років (три роки емалеву техніку, три роки рисунок, і рік малярство). Школа славилася високим рівнем навчання — диплом її давав право викладати малювання в середній школі.
Ще під час навчання звернула на себе увагу своїми емалевими творами. 1918 р. вона одержала премію ім. Айтельбергера (Eitelberger) і грошову премію. Тою нагородою за попередні 30 років школа вшанувала тільки 6 разів. Одною з нагороджених праць був великий триптих «Розп'ятий Христос», який купив цісарський намісник у Лінці. А 1916 р. на замовлення о. Жука вона намалювала олійними фарбами велике полотно — образ св. Варвари, який і зараз прикрашає захристію церкви св. Варвари у Відні.
У 1920 році Марія на кілька місяців виїхала до Гельсінкі на запрошення своєї кузини Олени Охримович, чоловік якої, Микола Залізняк, у 1919-1920 був послом УНР у Фінляндії.

### В США
У березні 1921 р. Марійка Дольницька емігрувала в США. В Америці вона замешкала в домі старшої сестри Ірени Данилович у Міннеаполісі (штат Міннесота), де чоловік Ірени, о. Мирон, був священиком. На своє життя вона заробляла уроками малювання для дітей, виготовляла на замовлення портрети (переважно пастелеві). Згодом М. Дольницька переїхала до Філадельфії, сподіваючись на підтримку більшої, ніж в Міннеаполісі, української громади, але її надії були марними: вона не змогла виживати на заробітки від продажі своїх мистецьких праць, тому що «заробітчанська еміграція не мала… вирозуміння для творчости окремих мистців; ці емігранти обмежувалися тільки народною творчістю, яку цінили і зберігали». Прийшлося їй прийняти допомогу від матері-ігумені Йосафати (родички Дольницьких), яка надала Марійці помешкання й харчування при монастирі у Фокс Чейзі біля Філадельфії.

### Знову у Відні
На початку 1925 р. Марія Дольницька повернулася до Відня, оселилася у свого батька, відновила коло своїх мистецьких знайомств і з запалом узялася до праці. Тут вона остаточно вирішила, що буде займатися виключно емаллю, знайшла відповідну майстерню в центрі Відня, почала виставляти свої твори на постійній виставці в «Новій Галереї». Власником «Нової Галереї» був Отто Нієрштайн-Каляір. Він став її меценатом, завдяки котрому вона здобула популярність у цілій Європі.
Твори Марії Дольницької почали з'являтися на мистецьких виставках Австрії, Німеччини, Італії, Голландії, Швейцарії, Швеції, Північної Америки. Їх відзначали й купували як окремі особи, так і музеї. Праці Дольницької привернули увагу мистецтвознавців і у рідному Львові: «…емалеві ікони Дольницької викликали справжню сензацію. Це бо знайшовся мистець, який відновив старі мистецькі традиції княжої та гетьманської доби, коли на Україні були створені в емалевій техніці твори високої мистецької вартости. Захоплені іконами Дольницької, львівські любителі мистецтв замовляли в неї також емаль для себе…»
1931 р. Марійка вступила до новозаснованої Асоціації незалежних українських митців (АНУМ) у Львові, стала активно брати участь у житті, дописувати до журналу «Мистецтво» (що видавався АНУМ), листувалася з Павлом Ковжуном, Ярославою Музикою, Іваном Іванцем. 1935 р., після 24 літ перебування за кордоном, Марія Дольницька приїхала на два місяці до Галичини.
1936 року Марійка Дольницька одружилася з Оттом Недбалем (1903—1990), здібним ювеліром і знавцем металевих виробів, набагато молодшим за неї. Однак «подружжя це було, здається, радше „з розуму, як з любови“, і після 25 років спільного життя вони розійшлися. Дітей вони не мали».
1937 р. на прохання керівництва АНУМ Марійка провела у Львові 6-тижневий курс емалі. Життя в Галичині допомогло їй зав'язати особисті контакти з відомими українськими митцями: Святославом Гординським, Миколою Бутовичем, Ярославою Музикою, Михайлом Осінчуком, Павлом Коржуном, Іваном Іванцем, Олексою Новаківським. У цей час вона мала змогу відвідати сім'ю свого брата д-ра Стефана Дольницького, який мешкав у м. Сколім, та зустрітися з іншими родичами.
Марія Дольницька винайшла ще дві нові техніки виготовлення емалі: одна з них — це створення образів не на металевій плитці, що вимагало випалювання у спеціальній печі й обмежувало його величину, а на дротяній сітці, що давало можливість випалювати без печі полум'ям газу і без обмежень її величини. Емаль, створена на дротяній сітці, мала ще ту перевагу, що її можна було звинути у згорток, як картину, намальовану на полотні. Інший її винахід — це спосіб відділення кольорів без застосування металевих дротиків, як то робилося до того часу.
По закінченні окупації Австрії у 1955 р. Марійка знову почала виставляти свої твори і зав'язувати контакти з українською діаспорою в Америці, вона повернулася до своєї улюбленої емалі.

### Останні роки життя
Про останні роки й дні життя Марії Дольницької В. Попович писав: «…В 1968 році, через ослаблення здоров'я, Дольницька перестала працювати в емалі. Останнім її твором була пропам'ятна таблиця академічного товариства „Січ“ для української церкви св. Варвари у Відні. Через дивний збіг обставин, перший її твір — олійний образ св. Варвари (1916 рік) — і останній — пропам'ятна таблиця з архистратигом Михаїлом — знаходяться у віденській українській церкві!
Від 1970 року Дольницька була під постійною контролею лікарів. Вона терпіла на недомагання кровообігу, що спричинило в квітні 1972 частинний параліж правої частини тіла. Після кількамісячного лікування в шпиталі, її стан здоров'я поправився і вона вернулася до хати. Про яку-небудь творчість не було мови і вона це прикро переживала.
Останні місяці життя Дольницька провела на лектурі історії та спогадів, не переставала цікавитися українським життям і, передбачаючи близький кінець, упорядковувала справи спадщини.
Смерть прийшла 27 жовтня 1974. Прийнявши св. Тайни, померла в себе в хаті, бо не бажала йти до клініки лікувати запалення легенів. Невелика громада приятелів українців та австрійців відправила в дні 4 листопада покійну на віденське кладовище, де о. Дзерович відправив похоронні обряди».
Марія Дольницька похована в Відні в «гробовці» Івана Заяця (там де й Іза) на Friedhoffsdauer.